# Пам'ятна нагорода Дадлі «Реда» Гарретта
Пам'ятна нагорода Дадлі «Реда» Гарретта (англ. Dudley "Red" Garrett Memorial Award) — нагорода, яка щорічно вручається найкращому новачку Американської хокейної ліги (АХЛ) за підсумками регулярного чемпіонату. Переможець визначається за допомогою голосування представників преси, тренерів і гравців ліги.
Трофей був представлений у сезоні 1947–48 і названий на честь Дадлі Гарретта, який виступав в АХЛ до того, як взяв участь і загинув у Другій світовій війни під час служби у ВМС Канади.

## Нагороджені
| Сезон   | Гравець              | Команда                       |
| ------- | -------------------- | ----------------------------- |
| 2024–25 | Джастін Грицковян    | Техас Старс                   |
| 2023–24 | Логан Станковен      | Техас Старс                   |
| 2022–23 | Тай Карті            | Коачелла Воллей Фаєрбердс     |
| 2021–22 | Джек Квінн           | Рочестер Американс            |
| 2020–21 | Райлі Даміані        | Техас Старс                   |
| 2019–20 | Джош Норріс          | Бельвіль Сенаторс             |
| 2018–19 | Алекс Барре-Буле     | Сіракьюз Кранч                |
| 2017–18 | Мейсон Епплтон       | Манітоба Мус                  |
| 2016–17 | Даніель О'Ріган      | Сан-Хосе Барракуда            |
| 2015–16 | Мікко Рантанен       | Сан-Антоніо Ремпедж           |
| 2015–16 | Френк Ватрано        | Провіденс Брюїнс              |
| 2014–15 | Метт Мюррей          | Вілкс-Барре/Скрентон Пінгвінс |
| 2013–14 | Кертіс Мак-Кензі     | Техас Старс                   |
| 2012–13 | Тайлер Тоффолі       | Манчестер Монаркс             |
| 2011–12 | Корі Конакер         | Норфолк Адміралс              |
| 2010–11 | Люк Адам             | Портленд Пайретс              |
| 2009–10 | Тайлер Енніс         | Портленд Пайретс              |
| 2008–09 | Натан Герб           | Портленд Пайретс              |
| 2007–08 | Тедді Перселл        | Манчестер Монаркс             |
| 2006–07 | Бретт Стерлінг       | Чикаго Вулвс                  |
| 2005–06 | Патрік О'Салліван    | Х'юстон Аерос                 |
| 2004–05 | Рене Бурк            | Норфолк Адміралс              |
| 2003–04 | Вейд Дубелевич       | Бриджпорт Саунд-Тайгерс       |
| 2002–03 | Даррен Гайдар        | Мілвокі Адміралс              |
| 2001–02 | Тайлер Арнасон       | Норфолк Адміралс              |
| 2000–01 | Раєн Крафт           | Кентуккі Торафблейдс          |
| 1999–00 | Міка Норонен         | Рочестер Американс            |
| 1998–99 | Шейн Вілліс          | Біст-оф-Нью-Гейвен            |
| 1997–98 | Даніель Брієр        | Спрингфілд Фалконс            |
| 1996–97 | Ярослав Свейковський | Портленд Пайретс              |
| 1995–96 | Дарсі Такер          | Фредеріктон Канадієнс         |
| 1994–95 | Джим Кері            | Портленд Пайретс              |
| 1993–94 | Рене Корбе           | Корнволл Ейсес                |
| 1992–93 | Корі Гірш            | Бінгемтон Рейнджерс           |
| 1991–92 | Фелікс Потвен        | Сент-Джонс Мейпл-Ліф          |
| 1990–91 | Патрік Лебо          | Фредеріктон Канадієнс         |
| 1989–90 | Дональд Одетт        | Рочестер Американс            |
| 1988–89 | Стефан Лебо          | Шербрук Канадієнс             |
| 1987–88 | Майк Річард          | Бінгемтон Вейлерс             |
| 1986–87 | Бретт Галл           | Монктон Голден-Флеймс         |
| 1985–86 | Рон Гекстолл         | Герші Берс                    |
| 1984–85 | Стів Томас           | Сент-Кетерінс Сейнтс          |
| 1983–84 | Клод Верре           | Рочестер Американс            |
| 1982–83 | Мітч Ламуро          | Балтимор Скіпджекс            |
| 1981–82 | Боб Салліван         | Бінгемтон Вейлерс             |
| 1980–81 | Пелле Ліндберг       | Мен Марінерс                  |
| 1979–80 | Дерріл Саттер        | Нью-Брансвік Гокс             |
| 1978–79 | Майк Мікер           | Бінгемтон Дастерс             |
| 1977–78 | Норм Дюпон           | Нова-Скотія Вояжерс           |
| 1976–77 | Род Шатт             | Нова-Скотія Вояжерс           |
| 1975–76 | Грег Голст           | Провіденс Редс                |
| 1975–76 | П'єр Монду           | Нова-Скотія Вояжерс           |
| 1974–75 | Джеррі Голланд       | Провіденс Редс                |
| 1973–74 | Рік Міддлтон         | Провіденс Редс                |
| 1972–73 | Рон Андерсон         | Бостон Брейвс                 |
| 1971–72 | Террі Кеффері        | Клівленд Баронс               |
| 1970–71 | Фред Спек            | Балтимор Кліпперс             |
| 1969–70 | Джуд Друен           | Монреаль Вояжерс              |
| 1968–69 | Рон Ворд             | Рочестер Американс            |
| 1967–68 | Джеррі Дежарден      | Клівленд Баронс               |
| 1966–67 | Боббі Рівар          | Квебек Ейсес                  |
| 1965–66 | Майк Волтон          | Рочестер Американс            |
| 1964–65 | Рей Каллен           | Баффало Байсонс               |
| 1963–64 | Роже Кроз'є          | Піттсбург Горнетс             |
| 1962–63 | Дуг Робінсон         | Баффало Байсонс               |
| 1961–62 | Лес Бінклі           | Клівленд Баронс               |
| 1960–61 | Чико Макі            | Баффало Байсонс               |
| 1959–60 | Стен Балейк          | Провіденс Редс                |
| 1958–59 | Білл Хайк            | Рочестер Американс            |
| 1957–58 | Біл Свіні            | Провіденс Редс                |
| 1956–57 | Боріс Елік           | Клівленд Баронс               |
| 1955–56 | Брюс Клін            | Провіденс Редс                |
| 1954–55 | Джим Андерсон        | Спрингфілд Індіанс            |
| 1953–54 | Дон Маршалл          | Баффало Байсонс               |
| 1952–53 | Гайл Філдер          | Сент-Луїс Флаєрс              |
| 1951–52 | Ерл Рейбл            | Індіанаполіс Кепіталс         |
| 1950–51 | Воллі Гергесгаймер   | Клівленд Баронс               |
| 1949–50 | Поль Меже            | Баффало Байсонс               |
| 1948–49 | Террі Савчук         | Індіанаполіс Кепіталс         |
| 1947–48 | Боб Солінгер         | Клівленд Баронс               |